# کارلیتوس (بازیکن فوتبال، زاده مارس ۱۹۸۵)
کارلیتوس (انگلیسی: Carlitos؛ زادهٔ ۱۴ مارس ۱۹۸۵) بازیکن فوتبال اهل اسپانیا است.
از باشگاه‌هایی که در آن بازی کرده‌است می‌توان به باشگاه فوتبال کادیس اشاره کرد.